# Tityus asthenes
Espèce
Tityus asthenes est une espèce de scorpions de la famille des Buthidae.

## Distribution
Cette espèce est endémique du Pérou,,,. Elle se rencontre vers Poruru.

## Description
La femelle holotype mesure 55 mm.

## Publication originale
- Pocock, 1893 : « Notes on the classification of Scorpions, followed by some observations upon synonymy, with descriptions of new genera and species. » Annals and Magazine of Natural History, sér. 6, vol. 12, p. 303–330 (texte intégral).